# Зауппе, Герман
Герман Зауппе (нем. Hermann Sauppe; 9 декабря 1809, около Дрездена — 15 сентября 1893, Гёттинген) — немецкий эллинист.
Профессор древнего языка в Гёттингене. Главные его заслуги относятся к области изучения аттических ораторов: издание Ликурга (1834), «Oratores attici» (1838—1850), речей Демосфена (1845) и др., а также «Epistola critica ad G. Hermannum» (1841).
Кроме того, Зауппе опубликовал «Philodemi de vitiis üb. X» (1853), «Eugippii vita S. Severini» (1877, в «Monumenta Germaniae historica»), «Protagoras» Платона (4 изд. 1884).